# Pjesničke slike
Pjesničke slike su osobitosti pjesničkoga jezika koje se primaju i temelje na različitim osjetilnim poticajima. Osjetilni poticaji mogu se stopiti u jedinstven doživljaj te tako nastaje figura sinestezija. Pjesnička slika je pjesnikovo "crtanje" riječima kojima on izražava svoje osjećaje, tugu ili radost.
Pjesničke slike često nalazimo u lirici najčešće kao opis pejzaža, ali i kao opis tmurnih i surovih događaja u baladi.

## Vrste pjesničkih slika
- Vizualna/vidna – pjesnički je slikovit izraz kojim se izražava doživljaj vida (može se vidjeti). Na primjer: "moja mati bijelo platno tka".
- akustična/slušna/auditivna – izražava doživljaj sluha (može se čuti). Na primjer: "lišće šušti".
- taktilna/dodirna – prenosi doživljaj dodira (može se dodirnuti). Na primjer: "hrapavi papir na mekim rukama".
- gustativna/okusna – pjesnički je slikovit izraz kojim se izražava doživljaj okusa (može se okusiti). Na primjer: "ova hrana je preslatka".
- olfaktivna/mirisna – pjesnički je slikovit izraz kojim se izražava doživljaj mirisa (može se omirisati). Na primjer: "miris ruže".